# Paul Schröder
Ferdinand Gottlob Paul Schröder (ur. 19 maja 1873 w Berlinie, zm. 7 czerwca 1941 w Lipsku) – niemiecki lekarz psychiatra, profesor Uniwersytetu w Greifswaldzie i Uniwersytetu w Lipsku. 

## Życiorys
Syn nauczyciela Theodora Adolfa Schrödera i Henriette Schulz. Ukończył Gymnasium zum Grauen Kloster. Studiował na Uniwersytecie Fryderyka Wilhelma w Berlinie i na Uniwersytecie w Grazu. W 1897 ukończył studia i zdał egzaminy państwowe. Następnie specjalizował się w psychiatrii we Wrocławiu u Wernickego, w Heidelbergu u Kraepelina, w Królewcu u Bonhoeffera i ponownie w Heidelbergu, u Franza Nissla. Od 1912 asystent u Bonhoeffera w Berlinie. W 1913 został profesorem zwyczajnym Uniwersytetu w Greifswaldzie. Od kwietnia 1925 profesor zwyczajny Uniwersytetu w Lipsku. W 1937 został pierwszym przewodniczącym Międzynarodowego Towarzystwa Psychiatrii Dziecięcej. W 1938 roku przeszedł na emeryturę.

## Wybrane prace
- Einführung in die Histologie und Histopathologie des Nervensystems, Jena 1908.
- Geistesstörungen nach Kopfverletzungen. Für Neurologen und Chirurgen, Stuttgart 1915.
- Stimmungen und Verstimmungen, Leipzig 1930.
- Kindliche Charaktere und ihre Abartigkeiten, Breslau 1931.
- Ideengehalt und Psychologie des Kommunismus, Leipzig 1939.